# Федерален финансов съд в Мюнхен
Федералният финансов съд на Германия (Bundesfinanzhof, BFH) със седалище в Мюнхен е върховен съд по данъчни и митнически спорове.
Той е сред общо 5-те върховни съдилища във Федерална република Германия заедно с Федералния административен съд, Федералния касационен съд, Федералния социален съд и Федералния трудов съд.